# Johann Friedrich Mayer (teolog)
Johann Friedrich Mayer, född 6 december 1650 i Leipzig, död 30 mars 1712 i Stettin, var generalsuperintendent och teologie professor vid Greifswalds universitet. Han var också psalmförfattare och är representerad i danska Psalmebog for Kirke og Hjem.

## Biografi
Johan Friedrich Mayer var son till pastor Johann Ulrich Mayer. Han blev student vid universitetet i Leipzig 1653. Efter en tids frånvaro blev han åter student där 1666, filosofie magister 1668 och studerade därefter en tid vid universitetet i Strassburg 1668–1669. Mayer blev lördagspredikant i Leipzig 1672, pastor och superintendent i Leisnig 1673, teologie licentiat vid universitetet i Leipzig samma år och 1674 teologie doktor där. Han blev därefter 1678 pastor och superintendent i Grimma och därefter 1684 teologie professor vid universitetet i Wittenberg. 1686 blev Mayer pastor vid Jakobikyrkan i Hamburg och från 1687 även teologie professor vid universitetet i Kiel och överkyrkoråd i Holstein. Mayer blev 1691 överkyrkoråd över Sveriges tyska provinser, överste kyrko- och konsistorialråd hos abbedissan av Quedlinburg 1698 samt generalsuperintendent i Pommern 1701. År 1701 blev han även preses i konsistoriet, förste teologie professor och stadssuperintentent, praepositus och pastor i Nikolaikyrkan i Grefswald samt prokansler vid universitetet där 1701.